# Friedrich Theodor Schaaff

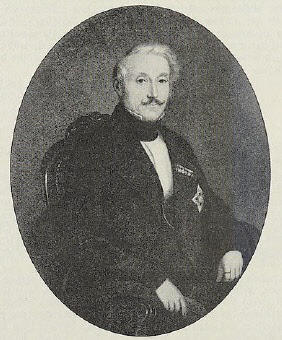
Theodor Schaaff als Regierungsdirektor des Oberrheinkreises

Friedrich Joseph Theodor Schaaff (* 10. November 1792 in Karlsruhe; † 3. September 1876 in Freiburg im Breisgau) war ein badischer Verwaltungsbeamter und Parlamentarier.

## Leben
Geboren als Sohn des Hofvergolders Christian Schaaff, studierte Friedrich Theodor Schaaff Rechtswissenschaften an der Ruprecht-Karls-Universität Heidelberg. Am 27. März 1810 gehörte er zu den Stiftern des Corps Suevia Heidelberg. An den Befreiungskriegen nahm er 1814 als Leutnant und 1815 als Oberleutnant im 6. Landwehrbataillon teil. 1816 wurde er Rechtspraktikant beim Landamt Karlsruhe, 1819 Amtsassessor in Lahr und 1820 beim Zweiten Landamt in Mosbach. 1822 wurde er zum Amtmann und 1825 zum Oberamtmann in Mosbach ernannt. 1827 erfolgte seine Berufung zum Stadtdirektor und Amtsvorstand in Freiburg, 1832 zum Obervogt und Amtsvorstand in Rastatt und 1844 zum Regierungsdirektor bei der Regierung des Unterrheinkreises in Mannheim. Auf Drängen der Mannheimer Bürgerschaft wurde er 1848 wegen seiner regierungsfreundlichen Haltung in den einstweiligen Ruhestand versetzt.
Vom 17. Juni bis zum 15. Oktober 1849 war er Generalkommissär des Prinzen von Preußen und Generallandeskommissär beim Generalkommando der preußischen Interventionsarmee im Großherzogtum Baden. Am 16. November 1849 trat er wieder in den badischen Staatsdienst ein und wurde 1851 in Freiburg Regierungsdirektor bei der Regierung des Oberrheinkreises. 1864 wurde er in Freiburg Landeskommissär für die Kreise Waldshut, Lörrach und Freiburg. Auch nach seiner Pensionierung 1866 lebte er weiterhin in Freiburg.
In Rastatt gehörte Schaaff der Gründungskommission der dortigen Sparkasse an, deren Verwaltungsratsmitglied er 1838 war.

## Abgeordneter
Von 1831 bis 1866 war Schaaff als Abgeordneter des Amtwahlbezirks 37 (Amt Eberbach und Orte des Amtes Mosbach) Mitglied der Zweiten Kammer der Badischen Ständeversammlung. Von 1851 bis 1852 war er Zweiter Kammervizepräsident und von 1854 bis 1863 Erster Kammervizepräsident. Anfänglich gehörte er dem regierungsfreundlichen Lager an, zuletzt der Nationalliberalen Partei.
1850 war Schaaff Mitglied des Volkshauses des Erfurter Unionsparlaments.

## Auszeichnungen
- Geheimer Rat 3. Klasse, 1837
- Geheimer Rat 2. Klasse, 1856
- Ehrenbürger von Eberbach, 1833
- Ehrenbürger von Rastatt, 1844
- Dr. jur. h. c. der Universität Freiburg, 1857
- Ritterkreuz des Ordens vom Zähringer Löwen, 1830
- Kommandeurskreuz 2. Klasse des Ordens vom Zähringer Löwen, 1844
- Stern zum Kommandeurskreuz 2. Klasse des Ordens vom Zähringer Löwen, 1849
- Kommandeurskreuz 1. Klasse des Ordens vom Zähringer Löwen, 1849
- Kommandeurskreuz 1. Klasse mit Eichenlaub des Ordens vom Zähringer Löwen, 1866
- Felddienstauszeichnung, 1839
- Gedächtnismedaille für die zur Bekämpfung des Aufstandes im Jahre 1849 verwendete Armee, 1849
- Roter Adlerorden 2. Klasse, 1849
- Kommandeurskreuz des Königlichen sizilianischen Francesco-Ordens, 1853
- Kommandeurskreuz des Königlichen niederländischen Ordens der Eichenkrone, 1959